# 丰宁满族自治县
丰宁满族自治县是河北省面积仅次于围场的第二大县，达8765平方公里。位于承德市西北，西南面和北京市交界，北面毗邻内蒙古自治区。自治县政府駐大阁镇新丰路甲72号。

## 地理
丰宁县北部处于内蒙古高原南沿，南部属于燕山山脉山区，南北气候相差很大，北部年平均气温只有0.8℃，南部平均达6.1℃。当地俗称高原地带为“坝上”。
丰宁是进入北京主要水源地密云水库的两条河流潮河和白河的发源地，也是天津主要供水来源滦河的水源地，因此环境保护问题相当重要，本县境内控制发展工业，以发展旅游业为主，是北京人夏季重要的避暑旅游地。

## 历史
- 丰宁（ᡶᡝᠩ 
ᠨᡳᠩ(feng ning)/ᡶᡠᠩ 
ᠨᡳᠩ(fung ning)）县名来源于乾隆皇帝御赐，取字“丰阜康宁”。

清乾隆四十三年（1778年）始建丰宁县。据《满洲地名考》：丰宁县取“丰阜康宁”之义。民国时丰宁隶属热河都统。
1940年县治所由凤山镇迁往大阁镇。
1948年5月解放。
1960年5月划归承德市辖。1961年复属承德地区。
1986年12月2日国务院批准撤销丰宁县，建立丰宁满族自治县。1987年4月24日，丰宁满族自治县正式成立。国务院1993年6月19日批准撤销承德地区，此县划归承德市管辖。
1986年12月2日，经国务院批准设立丰宁满族自治县，1987年4月正式挂牌。

## 人口
根據第七次全國人口普查結果，2020年11月1日零時豐寧滿族自治縣人口的基本情況公佈如下：全縣常住人口為326353人，與2010年第六次全國人口普查的357029人相比，減少30676人，下降8.59%。全縣人口占全市人口比重由第六次全國人口普查的10.28% 下降到9.73%。

## 行政区划

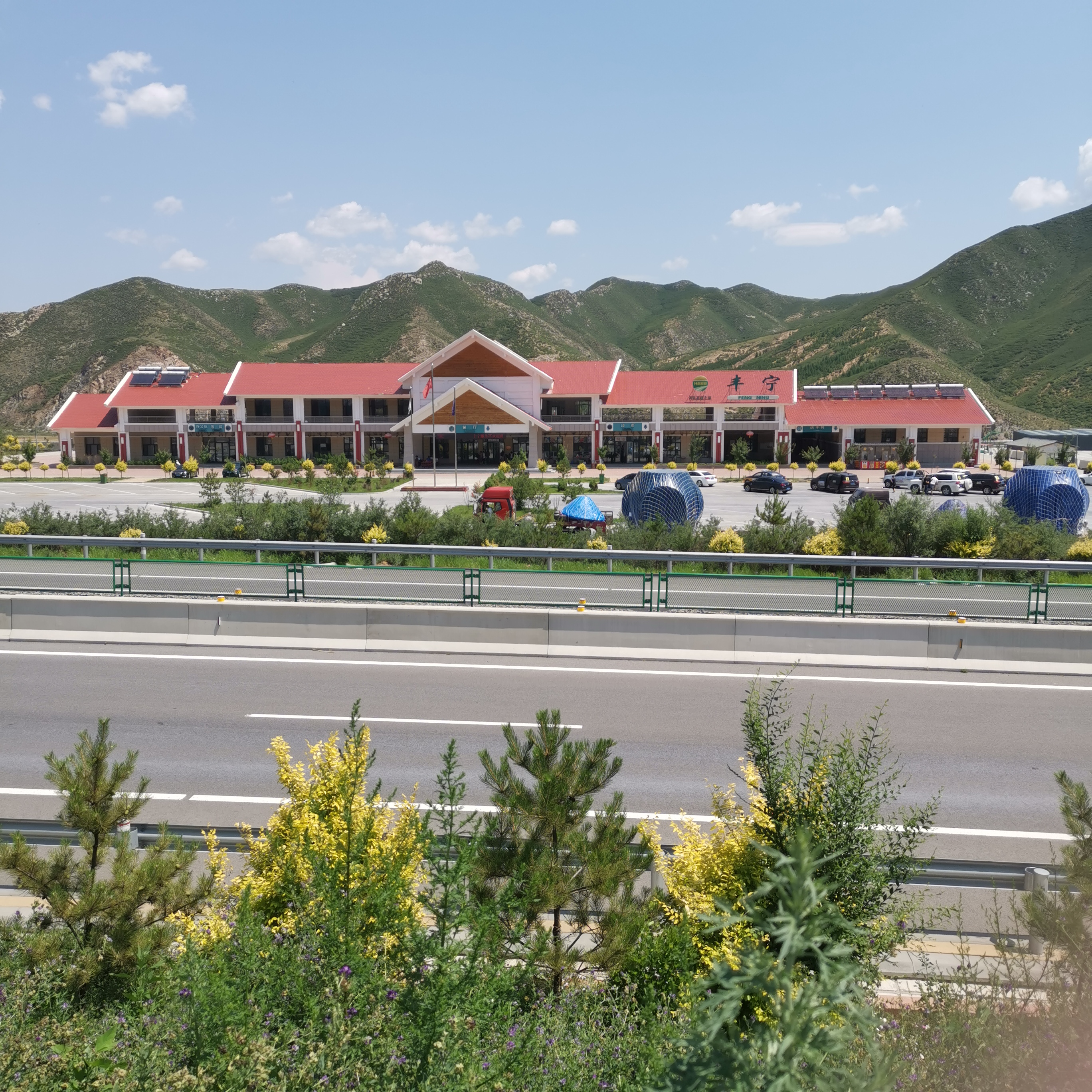
张承高速公路丰宁服务区

丰宁满族自治县下辖1个街道办事处、10个镇、15个乡、1个民族乡：
新丰路街道、大阁镇、大滩镇、鱼儿山镇、土城镇、黄旗镇、凤山镇、波罗诺镇、黑山咀镇、天桥镇、胡麻营镇、将军营镇、万胜永乡、四岔口乡、苏家店乡、外沟门乡、草原乡、窟窿山乡、小坝子乡、五道营乡、选将营乡、西官营乡、王营乡、北头营乡、石人沟乡、汤河乡和杨木栅子乡。

## 交通
- 111国道、 112国道过境。
- 张承高速公路。
- 北京公交936路往来来广营站与丰宁之间。

## 物产
粮食作物有小麦、玉米、粟等，坝上出产莜麦和马铃薯。肉用牛和细毛羊也是主要畜产品。矿产有煤、磷和金。